# Розрада (фільм)
Розрада (також Втіха, також Екстрасенси (англ. Solace)) — кримінальний трилер бразильського режисера Афонсо Поярта, вихід якого на екрани відбувся 2015 року. Знімати фільм розпочали наприкінці травня 2013 у Атланті. Головні ролі виконують — Ентоні Гопкінс, Колін Фаррелл, Джеффрі Дін Морган, Еббі Корніш.

## Сюжет
Для розкриття серії вбивств детективи ФБР (Джеффрі Дін Морган, Еббі Корніш) звертаються по допомогу до відставного цивільного психіатра-самітника (Ентоні Гопкінс), який завдяки своїм видінням виводить їх на сліди вбивці (Колін Фаррелл). Психіатр скоро зрозуміє, що його дар передбачення пов'язаний з екстраординарними здібностями невловимого вбивці. І тепер вся надія на експерта і його здібності…

## У ролях
| Актор                 | Роль                      |
| --------------------- | ------------------------- |
| Ентоні Гопкінс        | Джон Клэнсі               |
| Колін Фаррелл         | Чарльз Емброус            |
| Еббі Корніш           | Кетрін Коулс, агент ФБР   |
| Хосе Пабло Кантільо   | Сойєр                     |
| Джеффрі Дін Морган    | Джо Меррівізер, агент ФБР |
| Ксандер Берклі        | містер Елліс              |
| Шерон Лоуренс         | місіс Елліс               |
| Кенні Джонсон         | Девід Реймонд             |
| Джанін Тернер         | Елізабет Кленсі           |
| Метт Джералд          | Сломан                    |
| Джошуа Клоуз          | Лайнус Гарп               |
| Отем Діал             | Емма Кленсі               |
| Луїза Морейс          | Вікторія Раймонда         |
| Тара Арройяве         | офіціантка                |
| Френк Бреннан         | міністр                   |
| Картер Ґодвін         | Кевін Меррівізер          |
| Джордан Вудс-Робінсон | Олдфілд                   |